# Anolis philopunctatus
Anolis philopunctatus är en ödleart som beskrevs av  Rodrigues 1988. Anolis philopunctatus ingår i släktet anolisar, och familjen Polychrotidae. Inga underarter finns listade i Catalogue of Life.